# Pitthea famula
Pitthea famula là một loài bướm đêm trong họ Geometridae.